# 萢中
萢中（やちなか）は、青森県弘前市の地名。郵便番号は036-8321。

## 地理
岩木川沿いに位置する地域。飛地で、河川敷に馬術場・サッカー場・アーチェリー場がある。北は船水、東は向外瀬・栄町、南は紺屋町、西は藤代・浜の町東・藤野に接する。

### 小字
小字として岩井・中川原がある。

## 歴史

### 沿革
- 1889年（明治22年） - 藤代村の一部。
- 1891年（明治24年） - 当時の記録では人口88、戸数12、厩10であった。
- 1955年（昭和30年） - 弘前市の大字になる。
- 1970年（昭和45年） - 一部が栄町一・二・四丁目、浜の町東一・二・四・五丁目になる。

### 地名の由来
低温地帯で、萢（やち：湿地を指す。）の中に位置する村であることから。

## 小・中学校の学区
市立小・中学校に通う場合、学区は以下の通りとなる。
| 大字 | 番地 | 小学校             | 中学校             |
| ---- | ---- | ------------------ | ------------------ |
| 萢中 | 全域 | 弘前市立致遠小学校 | 弘前市立第二中学校 |